# Hipster (moderne subcultuur)

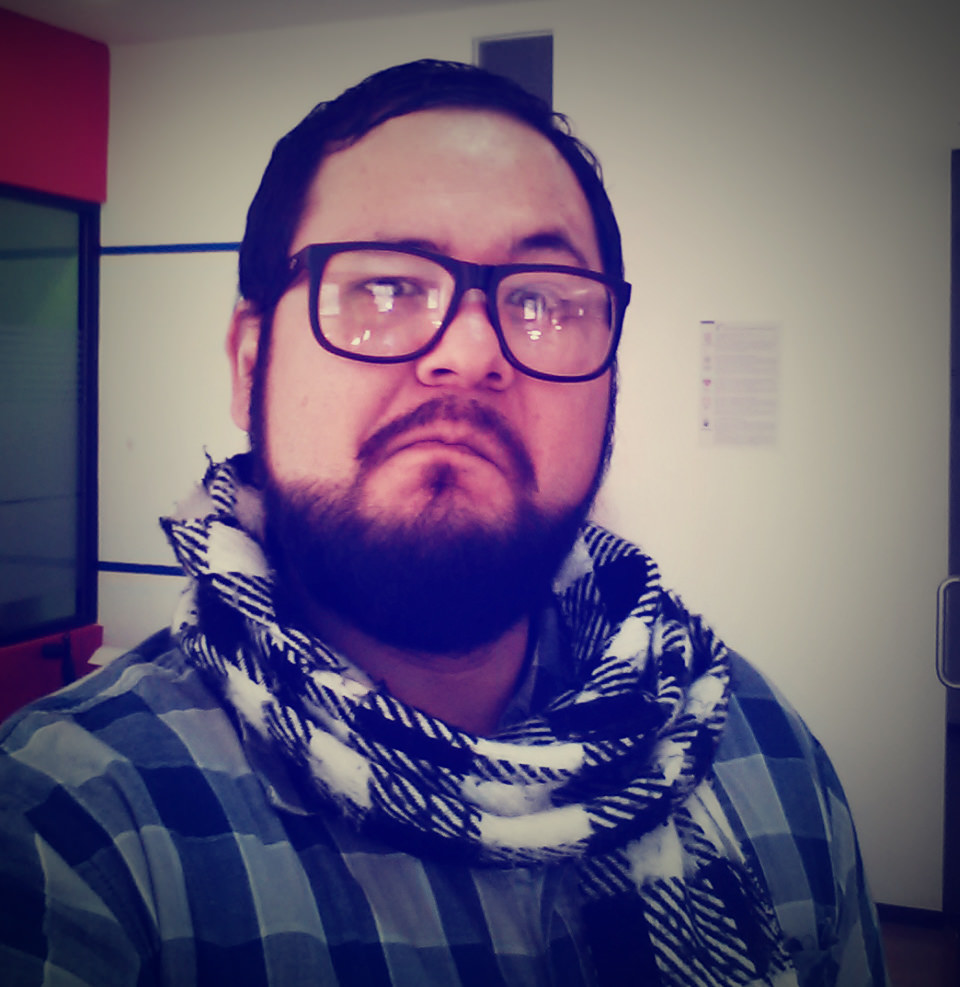
Een persoon illustreert de hipster-look

Hipster is een subcultuur die opkwam in de jaren 1990 en in het begin van de 21e eeuw bekender werd en meer in de mainstream terechtkwam. De stroming grijpt terug op de in de jaren 1930 en 1940 bestaande gelijknamige subcultuur rond jazzmuzikanten.
Zogeheten hipsters zetten zich in eerste instantie af tegen de mainstream en doen dat onder meer door het dragen van retro- en vintagekleding, ze kopen dan ook vaak kleren bij minder bekende zaken of American Apparel. Vooral (flanellen) ruitjeshemden, parka's en T-shirts met ironische uitspraken of afbeeldingen van oude cartoon-series. Vaak dragen hipsters een ouderwetse bril of juist een heel hippe zonnebril. Veel mannelijke hipsters laten een baard of opvallende snor staan. Tatoeages zijn eveneens een belangrijk onderdeel van de hipstercultuur.
Verder wordt de hipstercultuur geassocieerd met alternatieve muziek zoals indie, folk, chill-out, minimal techno, poprock, post-Britpop en klassieke muziek en met doortrapper-fietsen. Ook fotografie, bij voorkeur met een analoge camera, is een veelvoorkomende hobby.
Hipsters zijn vaak bezig met wat ze eten en drinken. Dit kan zich uiten in een voorkeur voor Slow Food, flexitarisme, vegetarisme of veganisme, maar ook gegrild vlees is bijzonder populair bij deze mensen. Bier wordt zelf gebrouwen of afgenomen bij een microbrouwerij en er worden vaak koffiebars bezocht. Hipsters zijn weinig politiek geëngageerd, ze zijn uiterst individualistisch in hun ideeën. Hun vaak onverschillige houding wordt soms begrepen als apathie.
Volgens wetenschapper Linda Duits kent de hipster verschillende verschijningsvormen, met de constante zoektocht naar authenticiteit als belangrijkste kenmerk.